# (22165) Kathydouglas
(22165) Kathydouglas (2000 WX137) – planetoida z pasa głównego asteroid okrążająca Słońce w ciągu 3,47 lat w średniej odległości 2,29 j.a. Odkryta 20 listopada 2000 roku.